# Vergonnes
Vergonnes korábbi község Franciaország Loire mente régiójában, Maine-et-Loire megyében. 2016. december 15-én kilenc másik korábbi községgel egyesült és Ombrée d’Anjou új község része lett.
Lakosainak száma 288 fő (2018. január 1.). Vergonnes La Chapelle-Hullin, Chazé-Henry, Combrée, Grugé-l’Hôpital és Noëllet községekkel határos.

## Népesség
A település népessége az elmúlt években az alábbi módon változott:
| Lakosok száma | 326  | 308  | 287  | 286  | 288  | 302  | 318  | 316  | 292  | 288  |
|               | 1968 | 1975 | 1982 | 1990 | 1999 | 2006 | 2011 | 2013 | 2017 | 2018 |